# 도라에몽의 비디오 게임 목록
지금까지 나온 모든 도라에몽 관련 비디오 게임 목록이다.

## 목록

### 아카디아 2001
- 도라에몽 (아카디아 2001)

### 슈퍼 카세트 비전
- 도라에몽 노비타의 타임머신 대모험

### 패미컴(FC/NES)
- 도라에몽 (비디오 게임)
- 도라에몽 2 (패미컴) : 발매 중지
- 도라에몽 기가 좀비의 역습

### 슈퍼 패미컴(SFC/SNES)
- 도라에몽 1 노비타와 요정의 나라
- 도라에몽 2 노비타의 토이즈랜드 대모험
- 도라에몽 3 노비타와 시간의 보석
- 도라에몽 4 노비타와 달의 왕국

### 게임 보이
- 도라에몽 1 대결 비밀도구
- 도라에몽 2 애니멀 혹성전설
- 도라에몽 카트 1

### 게임보이 컬러
- 도라에몽 스터디보이 1 : 초1 국어 한자
- 도라에몽 스터디보이 2 : 초1 산수 계산
- 도라에몽 스터디보이 3 : 구구단 마스터
- 도라에몽 스터디보이 4 : 초2 국어 한자
- 도라에몽 스터디보이 5 : 초1 산수 계산
- 도라에몽 스터디보이 6 : 학습한자 마스터
- 도라에몽 스터디보이 7 : 구구단 게임
- 도라에몽 스터디보이 8 : 학습한자 게임
- 도라에몽 카트 2
- 도라에몽 퀴즈보이
- 도라에몽 퀴즈보이 2
- 도라에몽 게임보이로 놀자 디럭스 10
- 도라에몽 걸어라 걸어라 라비린스
- 도라에몽 메모리즈: 노비타의 추억 대모험
- 도라에몽 당신과 애완동물의 이야기

### 버추얼 보이
- 도라에몽 노비타의 두근두근! 귀신 랜드 : 발매 중지

### 세가 메가드라이브
- 도라에몽 꿈도둑과 7인의 고잔스

### 세가 새턴
- 도라에몽 노비타와 부활의 성

### 드림캐스트
- 난 도라에몽

### 게임 기어
- 도라에몽 노라 보자관의 야망
- 도라에몽 와쿠와쿠 포켓 파라다이스

### 플레이스테이션 1
- 도라에몽 1 노비타와 부활의 성 - 복각판 출시된적 있음
- 도라에몽 2 SOS! 동화나라 - 복각판 출시된적 있음
- 도라에몽 3 마계의 던젼

### PC 엔진(터보그래픽스 16)
- 도라에몽 미궁 대작전
- 도라에몽 노비타의 도라비안 나이트

### PC 엔진CD(터보그래픽스 CD)
- 도라에몽 노비타의 도라비안 나이트

### 3DO
- 도라에몽 우정전설 더 도라에몽즈

### 원더스완 칼라
- 주머니 속의 도라에몽

### 닌텐도 64
- 도라에몽 노비타와 3개의 정령석
- 도라에몽 노비타와 빛의 신전
- 도라에몽 노비타의 마을 SOS!!

### 닌텐도 게임큐브
- 도라에몽 모두 놀자! 미니도라랜드

### 게임 보이 어드밴스
- 도라에몽 어디든지 걷자
- 도라에몽 녹색혹성 두근두근 대구출

### 닌텐도 DS
- 도라에몽 노비타의 공룡 2006 DS
- 도라에몽 노비타의 신 마계대모험
- 도라베이스: 초야구외전
- 도라에몽 노비타와 초록거인전